# Alcaligenaceae
Alcaligenaceae (лат.) — семейство грамотрицательных бактерий порядка Burkholderiales. Представители семейства распространены в воде, почве, в организмах животных и человека. Определённые виды, такие как Bordetella bronchiseptica, являются патогенными для человека и некоторых животных.
Почти все представители семейства являются аэробными хемотрофами. Однако отдельные виды, например Alcaligenes faecalis, в состоянии жить без кислорода. Многие виды используют различные органические кислоты и аминокислоты в качестве источника углерода. Часть видов снабжена жгутиками, что делает их подвижными, но есть и виды, ведущие неподвижный образ жизни, такие как Bordetella parapertussis или Taylorella equigenitalis.
Роды семейства:
- Achromobacter Yabuuchi & Yano 1981 emend. Yabuuchi et al. 1998
- Advenella Coenye et al. 2005
- Alcaligenes Castellani and Chalmers 1919
- Azohydromonas Xie & Yokota 2005
- Bordetella Moreno-López 1952
- Brackiella Willems et al. 2002
- Castellaniella Castellaniella Kampfer et al. 2006
- Derxia Jensen et al. 1960
- Kerstersia Coenye et al. 2003
- Oligella Rossau et al. 1987
- Pelistega Vandamme et al. 1998
- Pigmentiphaga Blumel et al. 2001
- Pusillimonas Stolz et al. 2005
- Sutterella Wexler et al. 1996
- Taylorella Sugimoto et al. 1984
- Tetrathiobacter Ghosh et al. 2005